# 河川公園

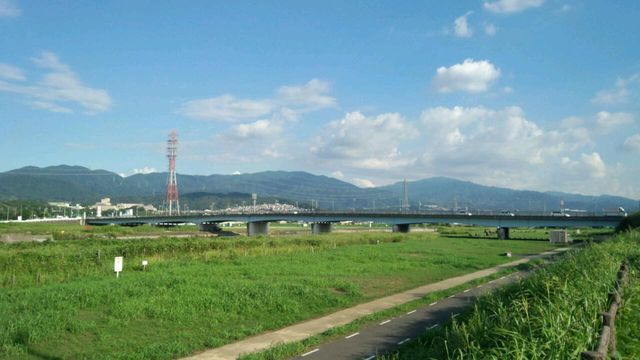
大和川水系石川の河原に設置された河川公園

河川公園（かせんこうえん）とは、河川敷に設置された公園。公園の項にあるとおり、基本的には国の河川環境整備事業による園地整備をなされたものや、地方自治体が河川敷地に占用する都市公園をいう。

## 経緯等
- 公園の項にあるとおり、地方自治体が占用許可を受けたもので園地整備をなされたものであっても、それは必ずしも都市計画法による都市公園というわけではないが、種別としては河川公園とされる。こうしたものの場合は、河川管理主体側が整備して、当該自治体の公園関係部署に施設の管理移管をしているケースが多い。また、河川に沿って設置された公園、リバーサイド公園や緑地または緑道を設置している場合は、管理境界を定めてそれぞれ施設を区分している場合が多い。
- 都市公園が河川占用の場合は、河川管理施設の河川敷地にあることになるため、当該公園は兼用工作物となる。
- 緑道公園のケースなどは、河川敷地は水が流れる部分だけにしているケースもあり、厳密には河川沿いにあって河川敷地にあるのではないので、河川公園とは異なる。
- 1960年に河川敷地の緑化利用を計画していた東京都が当時の建設省に照会。建設省側は都市計画法の規定手続きを踏まえれば都市公園法上の都市公園に該当するという回答を示す。
- 建設省はその後、1965年には河川敷地の占用許可通達を行い、これには、公園、緑地及び広場を許可施設の第一として挙げられている。当時の河川審議会の会長は、日本公園緑地協会会長の新居善太郎であった。
- 国営公園においても、木曾三川公園やみちのく杜の湖畔公園など、河川区域に公園があるものもある。
- 公園の研究者側で過去には大正期の大屋霊城が北村徳太郎とともに、河川敷地の公園緑地利用を提唱していたことがある。